# Полоцький Софійський монастир
Полоцький Софійський монастир василіян — неіснуючий василіянський монастир при унійному архикатедральному соборі святої Софії в м. Полоцьк (Білорусь). Стояв на правому березі Двіни, на Верхньому Замку. Збудований для монахів-василіян. Пам'ятка архітектури віленського бароко.
Утворював єдиний архітектурний ансамбль із соборною церквою Святої Софії. На початку XX ст. влада Російської імперії зруйнувала монастирські корпуси.

## Історія
Унійний Софійський монастир у Полоцьку існував при Соборі святої Софії з початку XVII ст. (історик Василіянського Чину о. Михайло Ваврик подає дату 1653 рік), проте остаточно василіяни закріпилися при катедрі щойно у період відносного спокою, пов'язаного із Андрусівським перемир'ям.
11 липня 1705 року московські вояки і цар Петро І вбили в архикатедральному храмі святої Софії чотирьох василіян Полоцького Софійського монастиря. Упродовж 1705—1711 років пограбований москалями монастир стояв пусткою, а в соборі був склад боєприпасів і військової амуніції. 1 травня 1710 року боєприпаси вибухнули і перетворили собор у руїни.
У середині XVIII ст. поруч з відновленим собором архітектор Йоган-Кристоф Глаубіц побудував монументальний монастирський корпус.
У XVIII ст. у цьому монастирі завжди проживало багато ченців, оскільки тут існували студії для василіян (свого роду невелика монаша семінарія). Так, наприклад, у 1745 році було 9 слухачів філософії; у 1754 всіх ченців було 20, а з них 3 богослови і 6 філософів; у 1772 році — всіх 35, 1774 — всіх 41. У наступному столітті кількість ченців у монастирі дещо зменшилась: 1804 — 17 священиків і 6 студентів, 1828 — 6 священиків і 5 студентів. З 1806 року при монастирі діяла також семінарія для єпархіального клиру, у якій спочатку навчали василіяни, але після 1828 року їх усунуто.
Після скасування Берестейської унії в 1839 році влада Російської імперії насильно відібрала монастир і передала його Московському патріархату.
Пізніше будівлі монастиря прийшли в занепад і на початку XX ст. (до 1912 року) російська влада знищила пам'ятку.

## Настоятелі
Польський історик Ян Марек Ґіжицький (Wołyniak) у статті «Bazyljańskie klasztory unickie w obrębie prowincji Białoruskiej» подає відомості про настоятелів Полоцького Софійського монастиря:
- о. Йосафат Бражиц (1671 — бл. 1681)
- о. Йосиф Бабинський (згаданий у 1683 році)
- о. Лев Кишка (1699—1703)
- о. Яків Кізіковський (вбитий вояками Петра І 11 липня 1705 року)
- о. Лаврентій Капарський
- о. Йосиф Сапарович (був на Замойському синоді 1720 року)
- о. Патрикій Жиравський
- о. Василь Полатило (1730)
- о. Іраклій Лісанський (згаданий 1736, був до 1747)
- о. Сильвестр Артецький (1747—1759)
- о. Юрій Шаталович (1761—1770)
- о. Климентій Жаба
- о. Самуїл Новаковський (кін. XVIII ст., нунцій Літта призначив його архимандритом Полоцького монастиря «ku wielkiemu niezadowoleniu Zakonu, bo tam nigdy opactwo nie istniało»; був ще 1807 р.)[4]
- о. Панкратій Лешко (1815)
- о. Йосиф Клосовський (1828)

## Архітектура
Пам'ятка архітектури віленського бароко.

## Галерея

### Історична графіка

Історична графіка
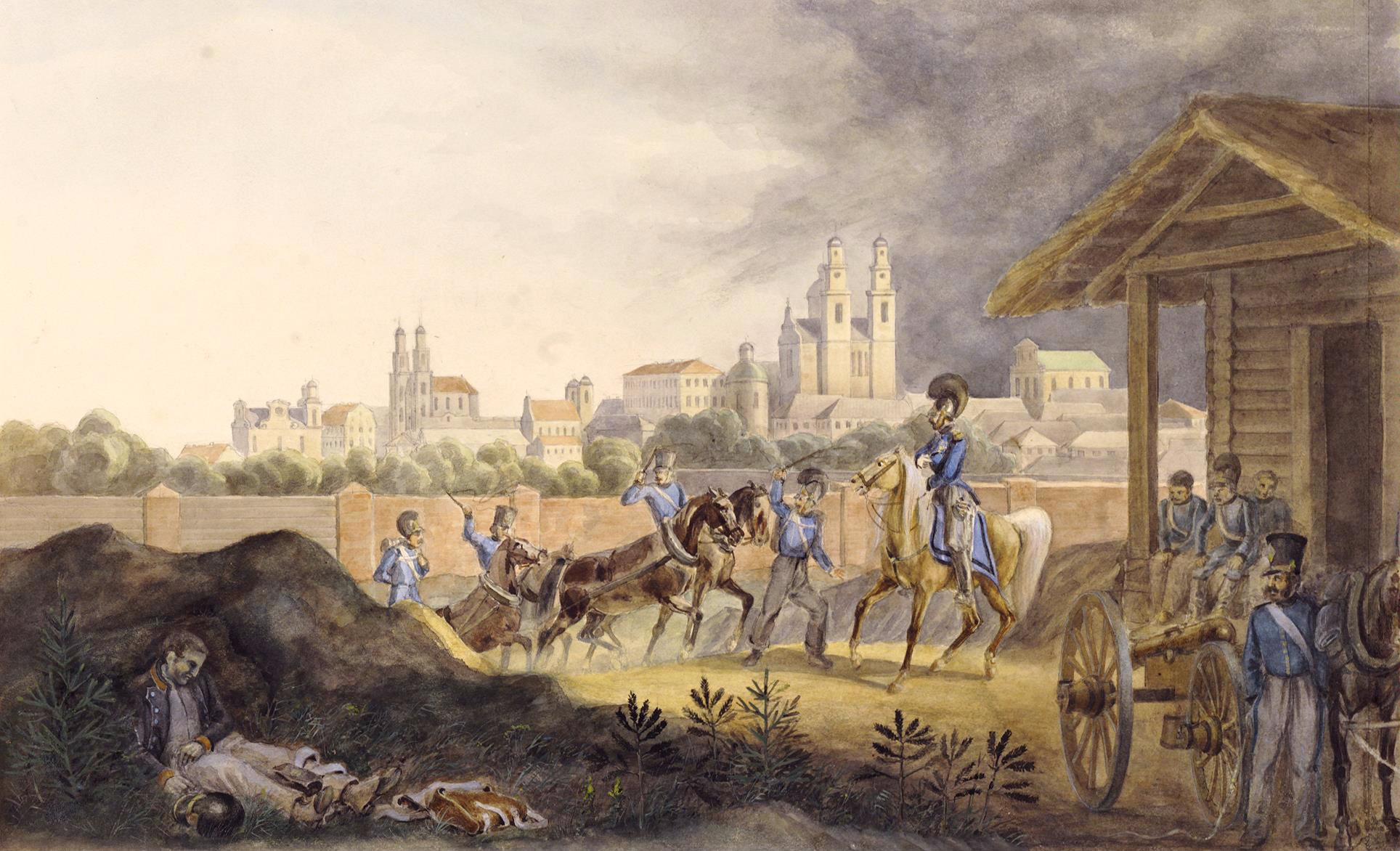
25 липня 1812 р.
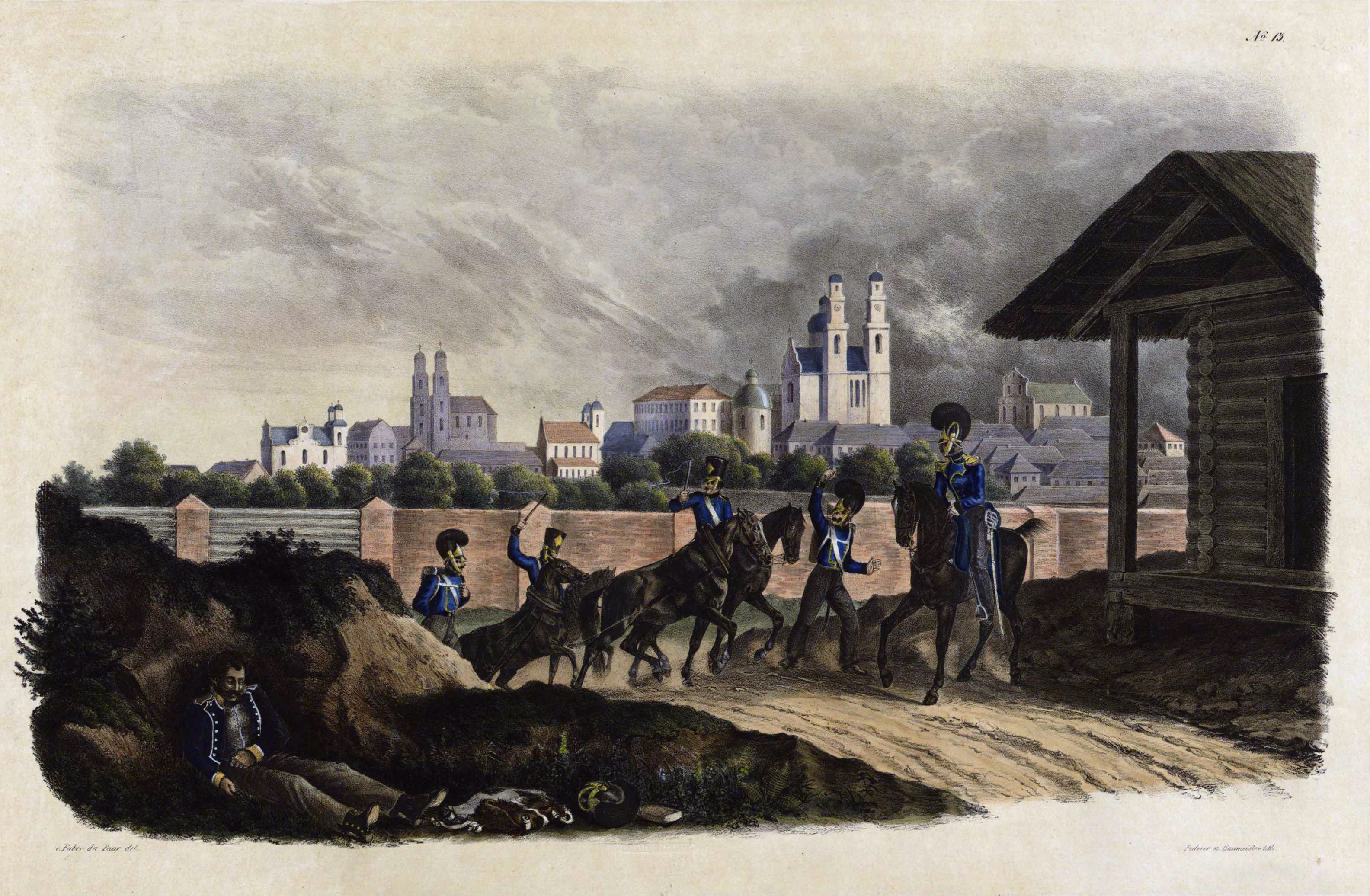
25 липня 1812 р.
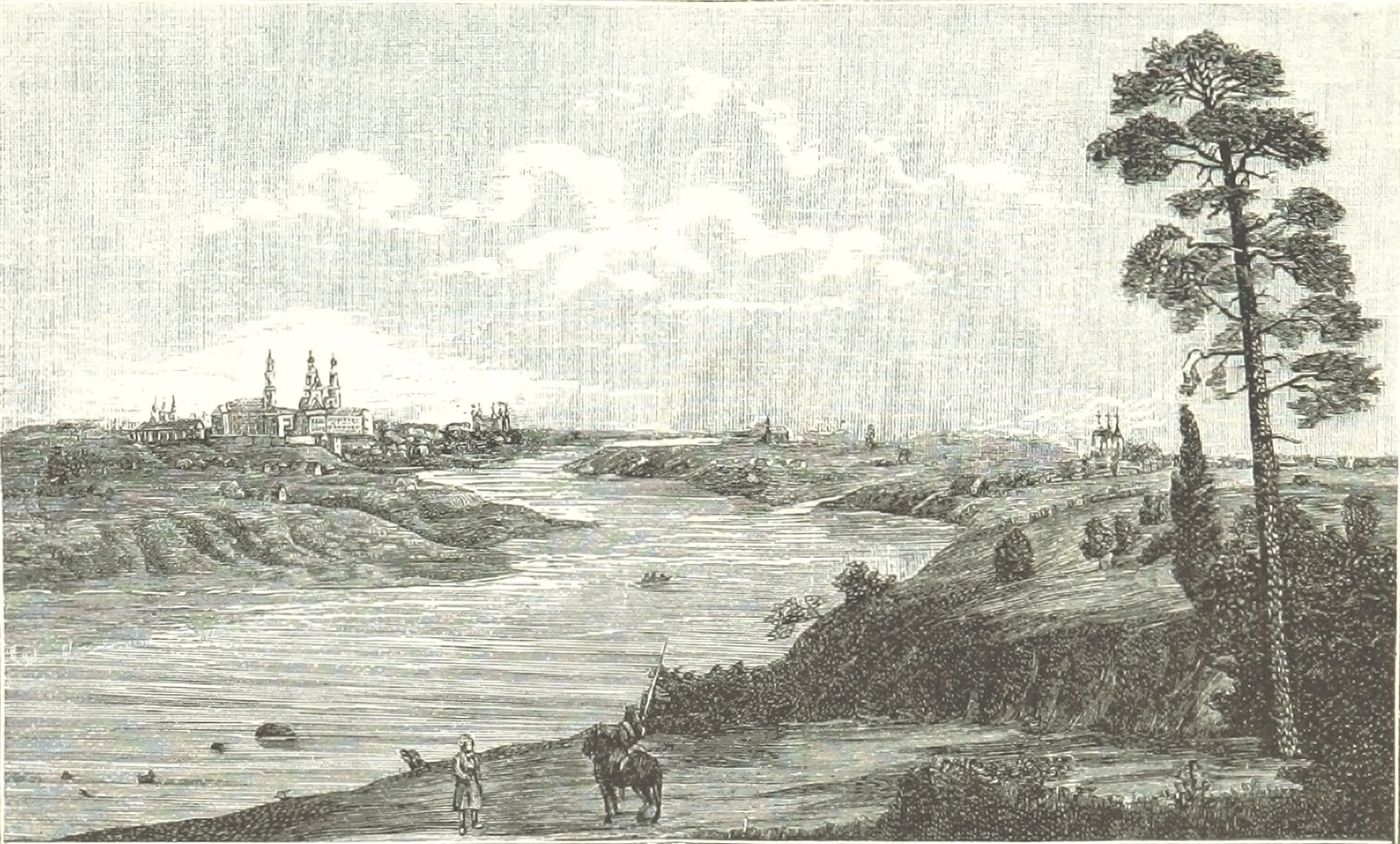
1812 р.
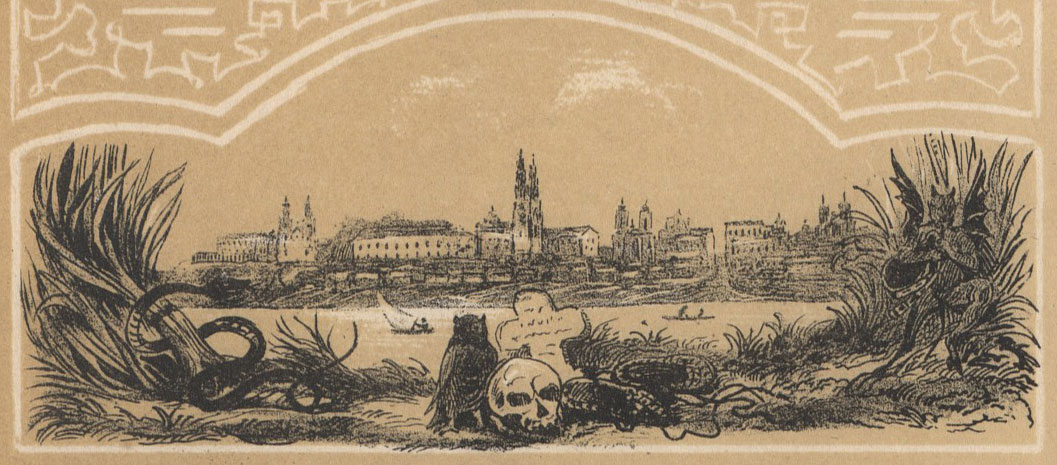
1844 р.

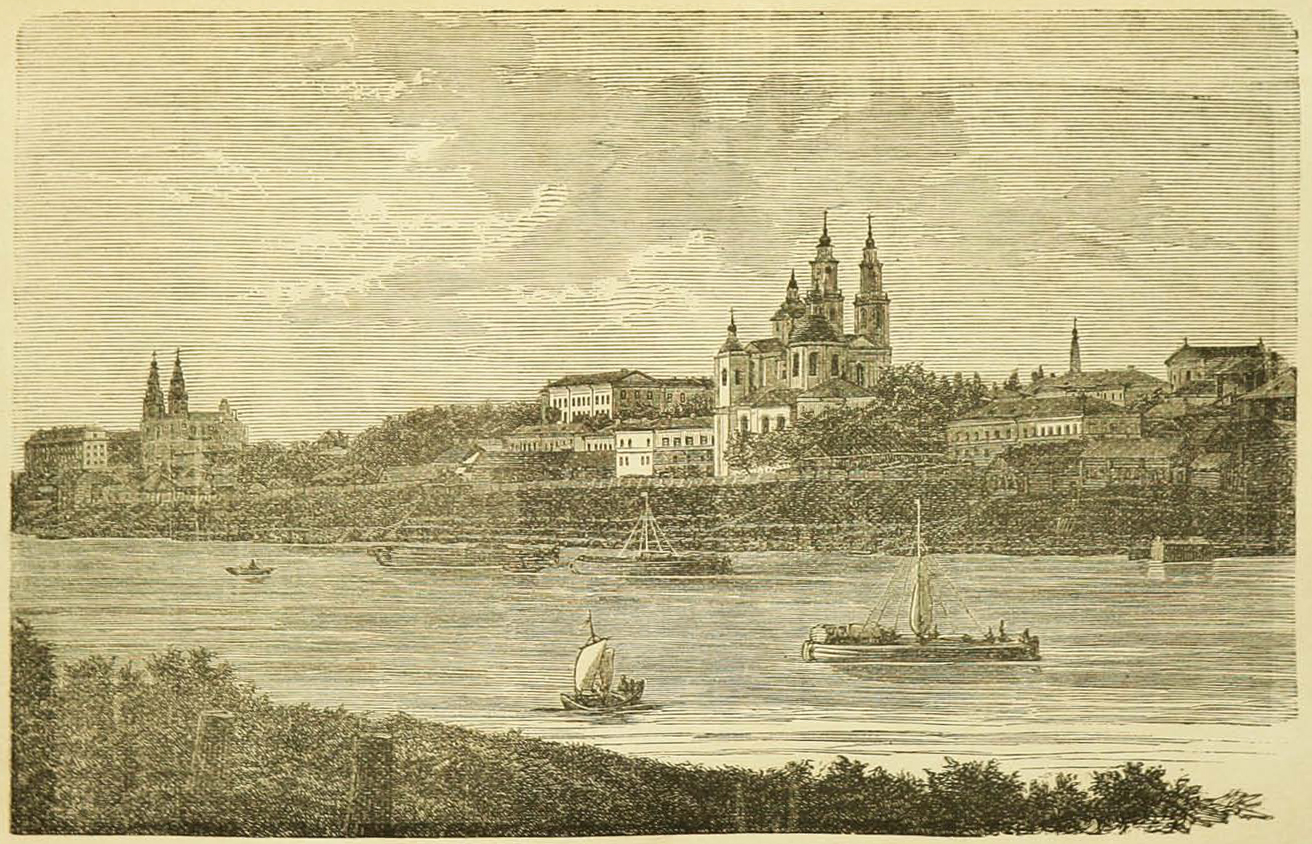
1893 р.
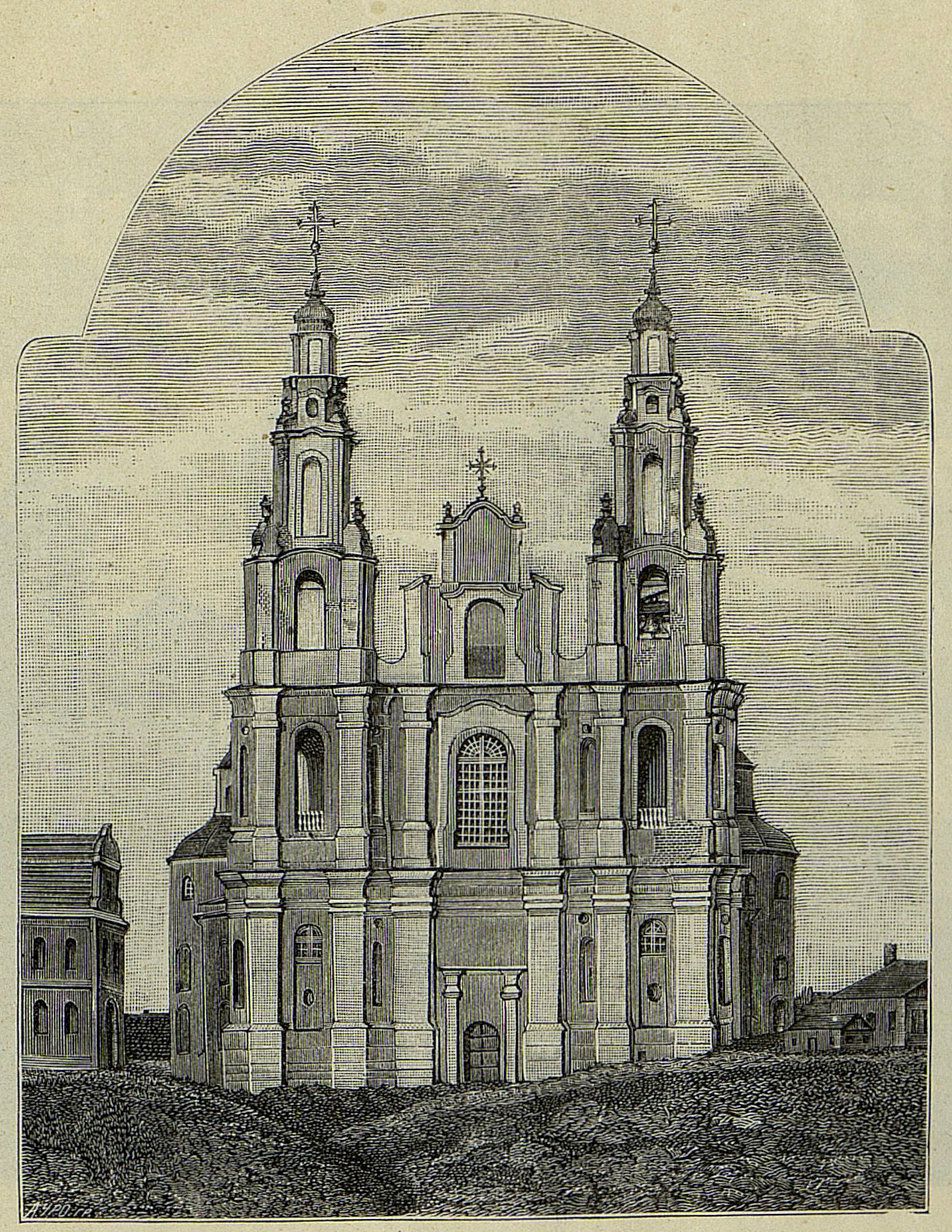
1898 р.
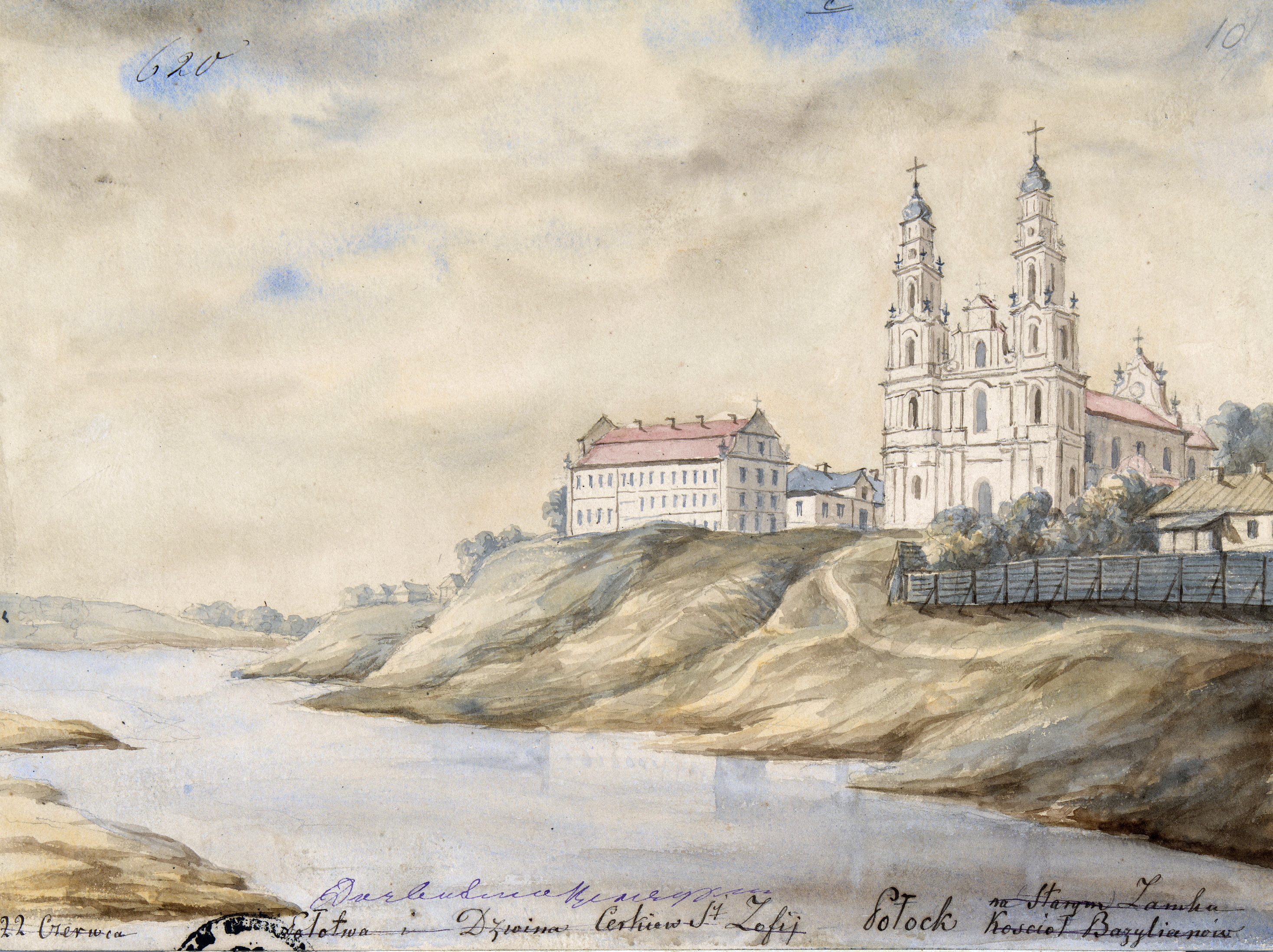
Наполеон Орда, 1875 р.
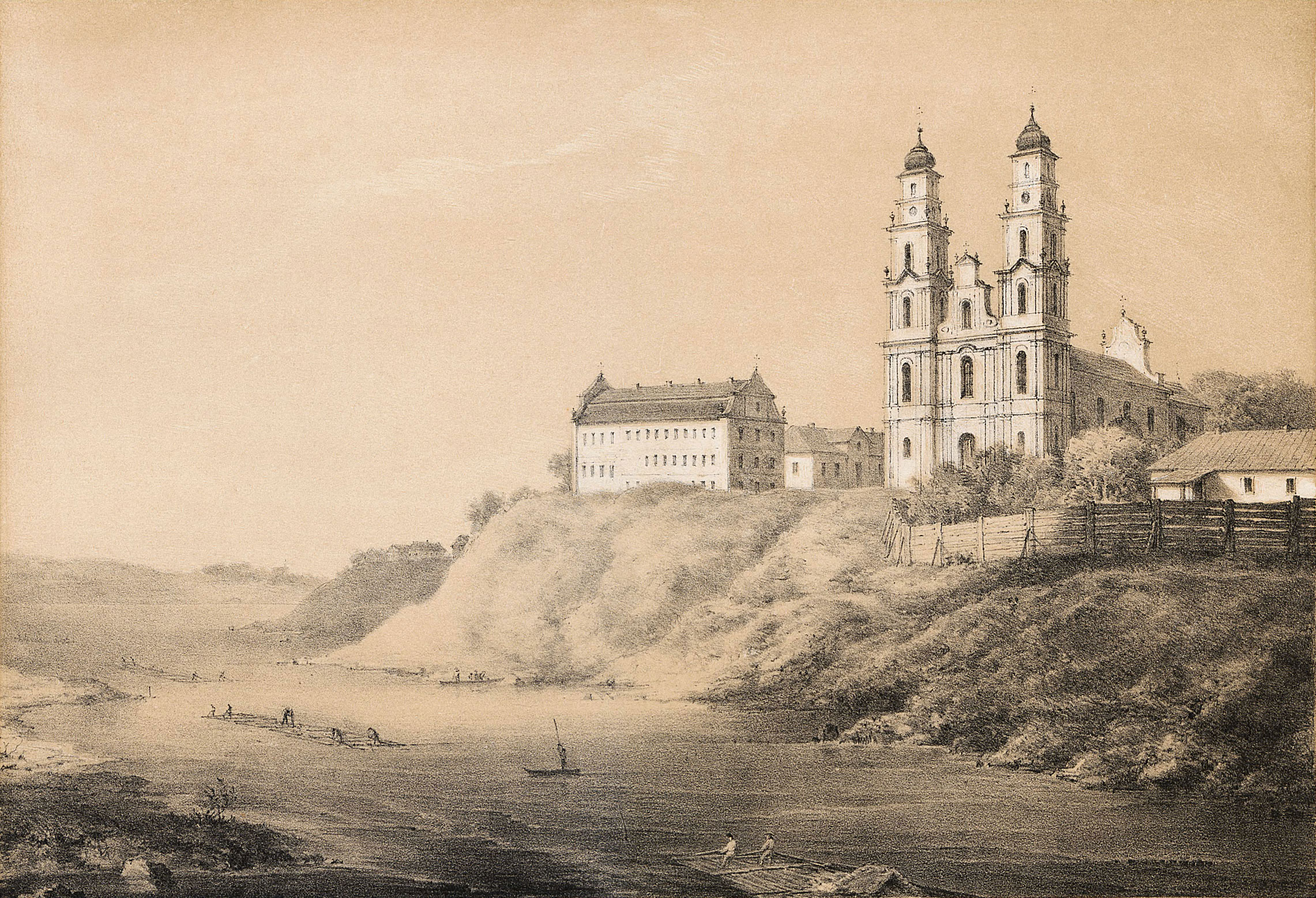
За Наполеоном Ордою, 1880

### Історичні фотографії

Історичні фото
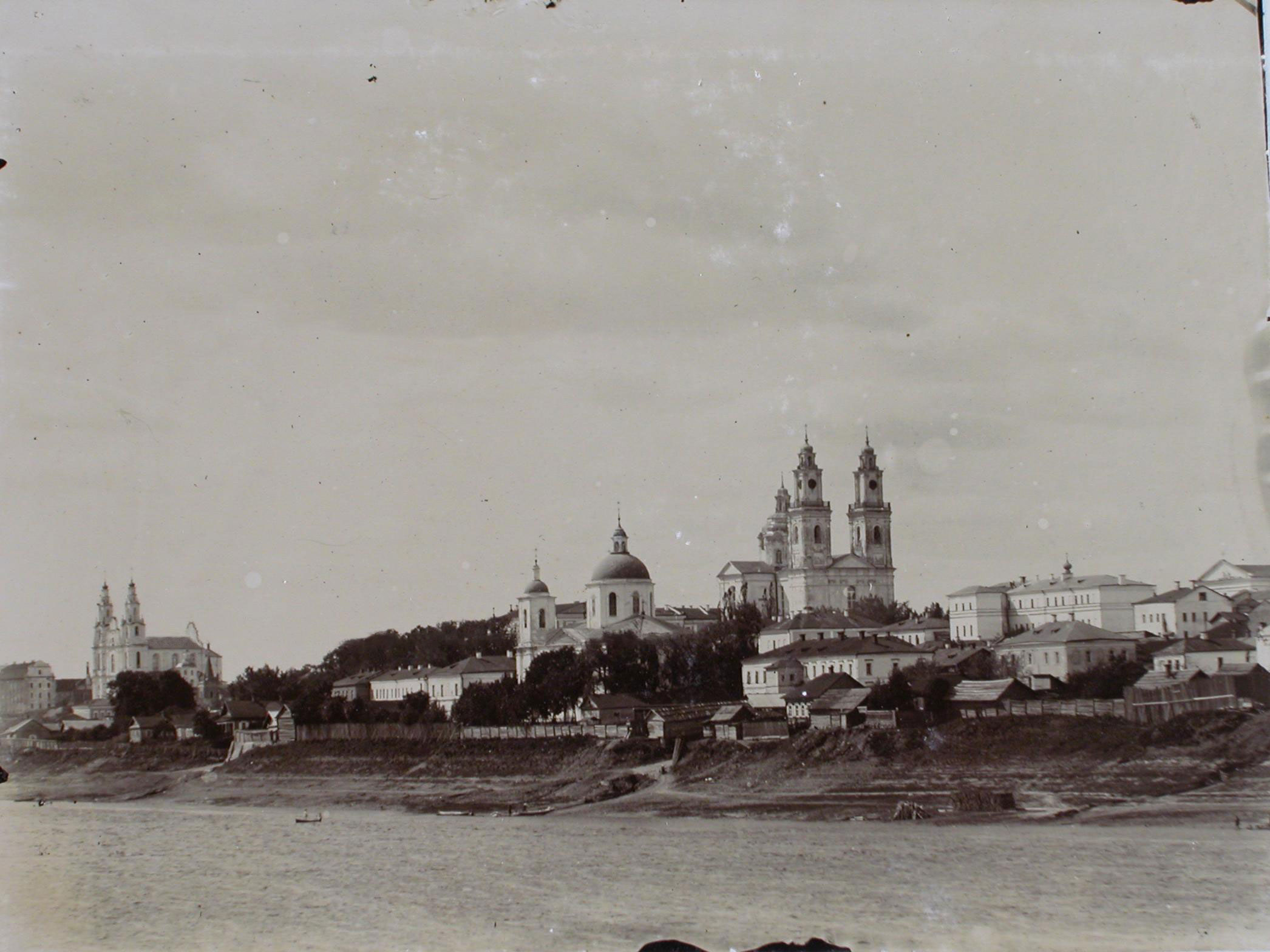
1889—1891 рр.
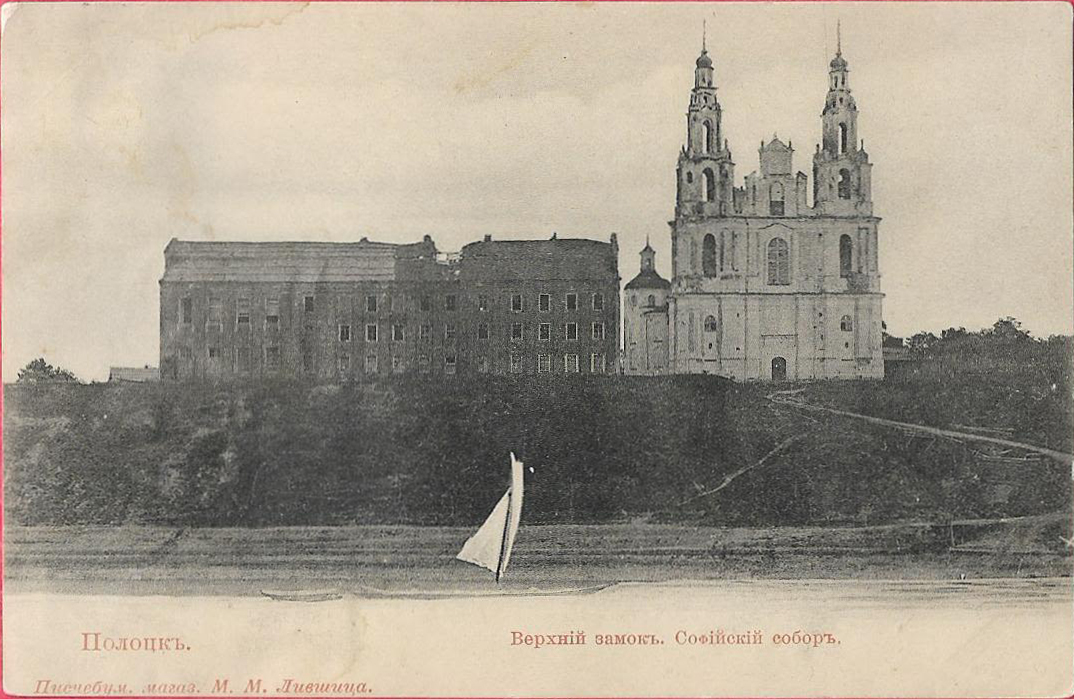
1903 р.
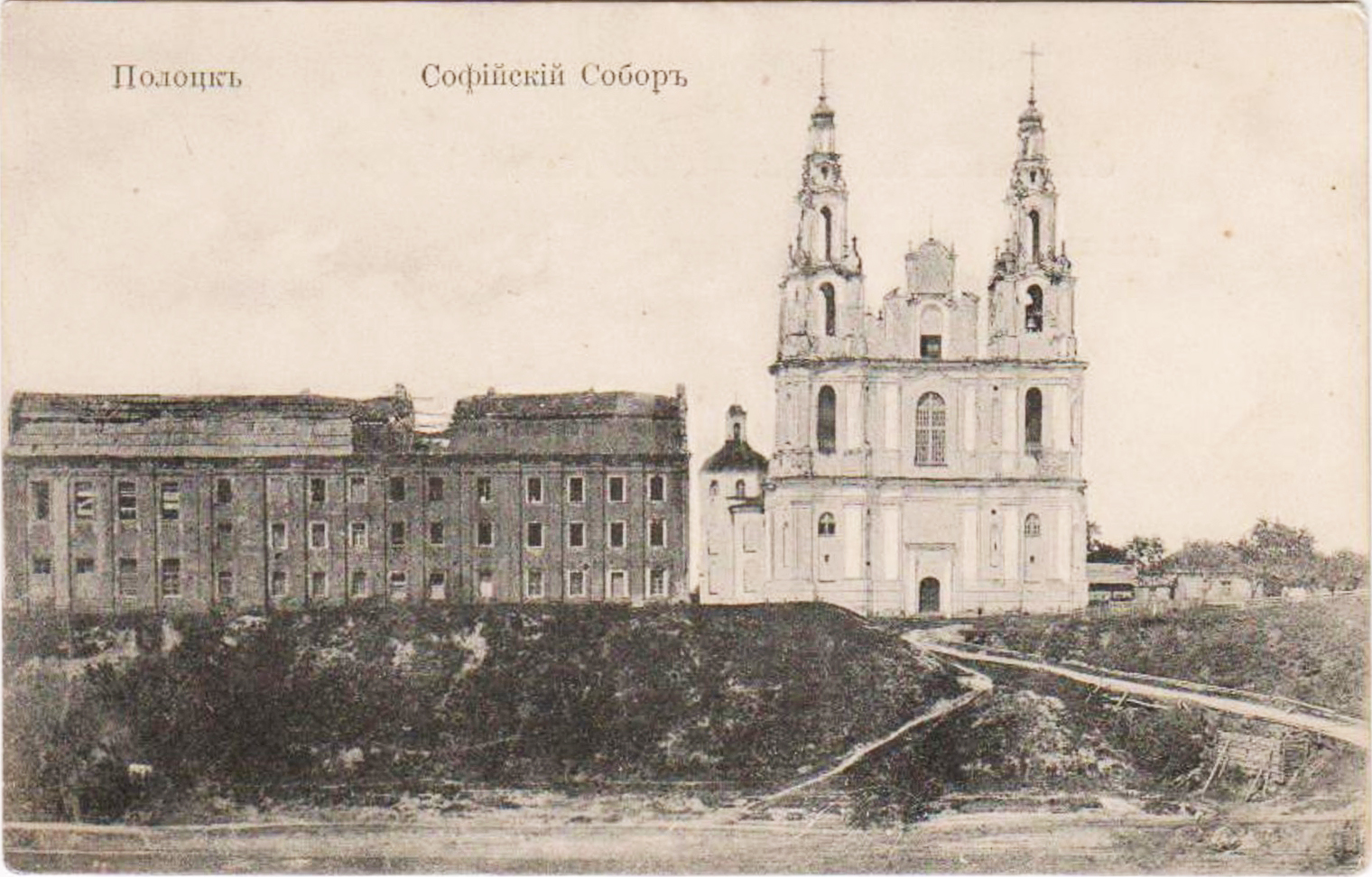
1905 р.
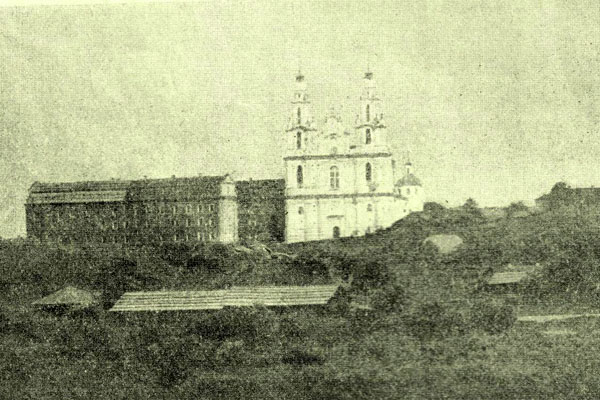
1910 р.

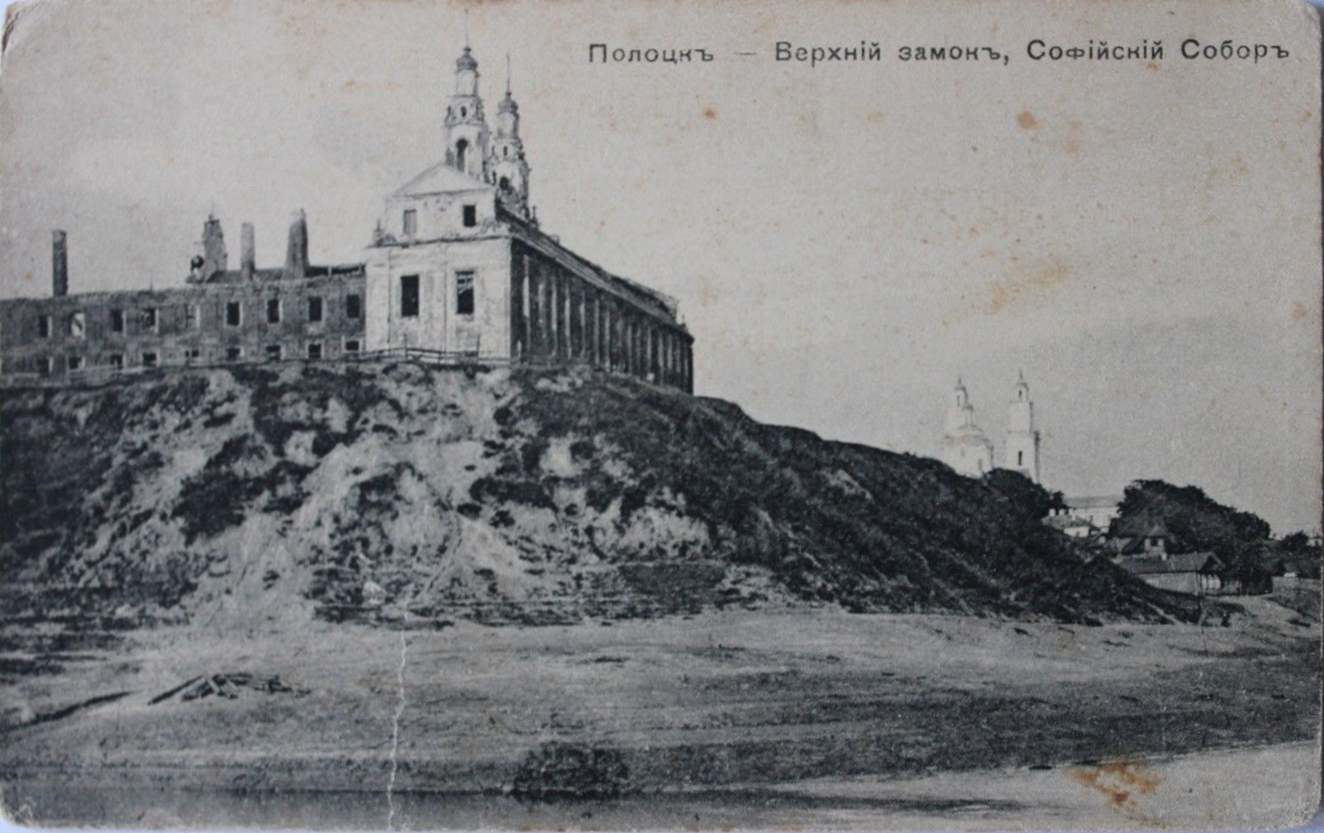
1910 р.
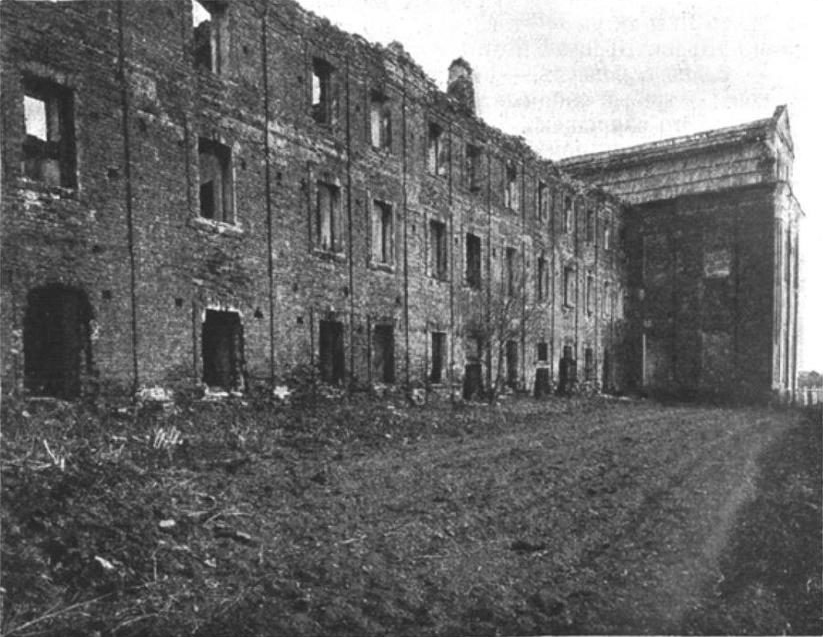
1910 р.
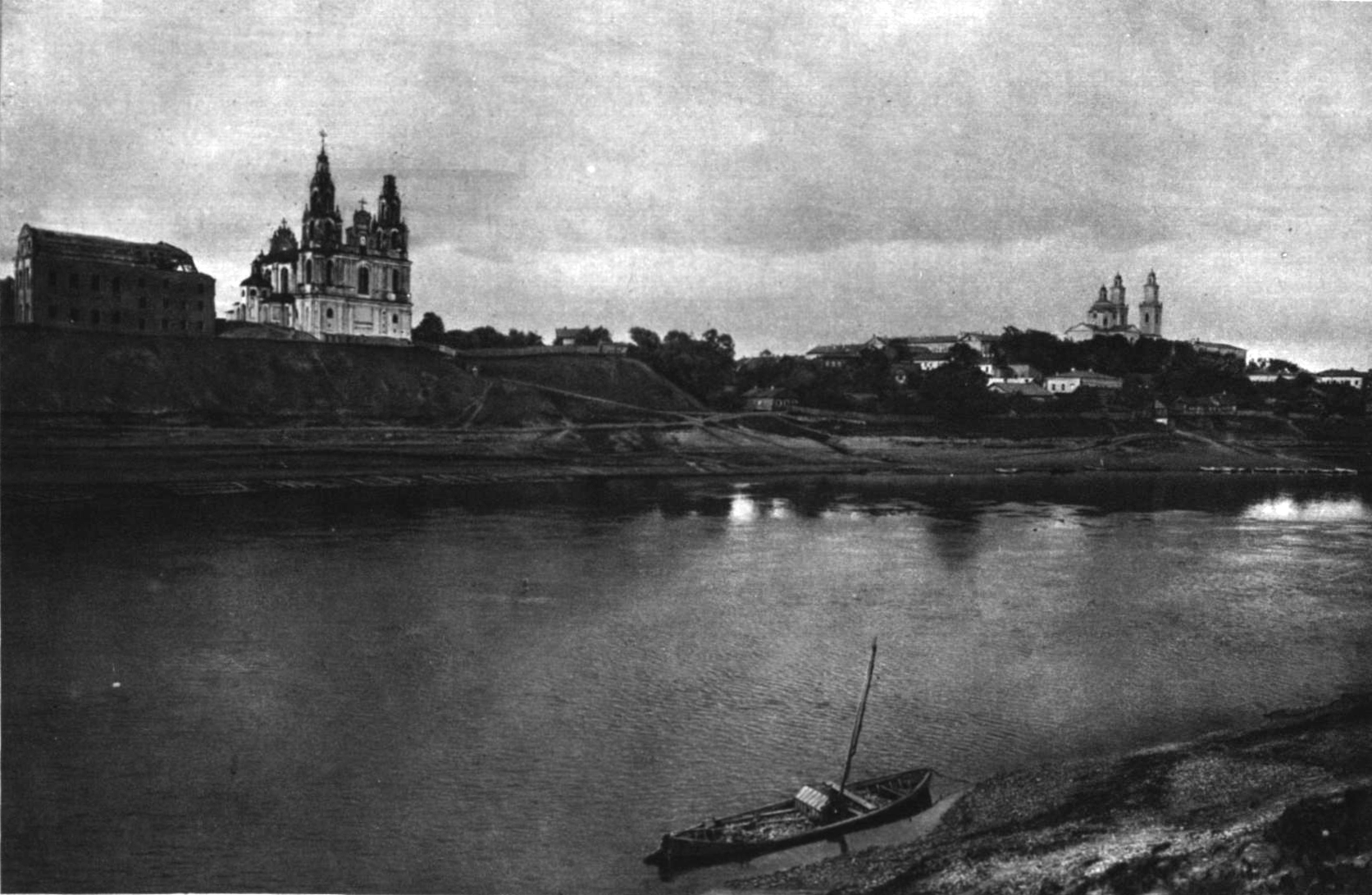
1910 р.
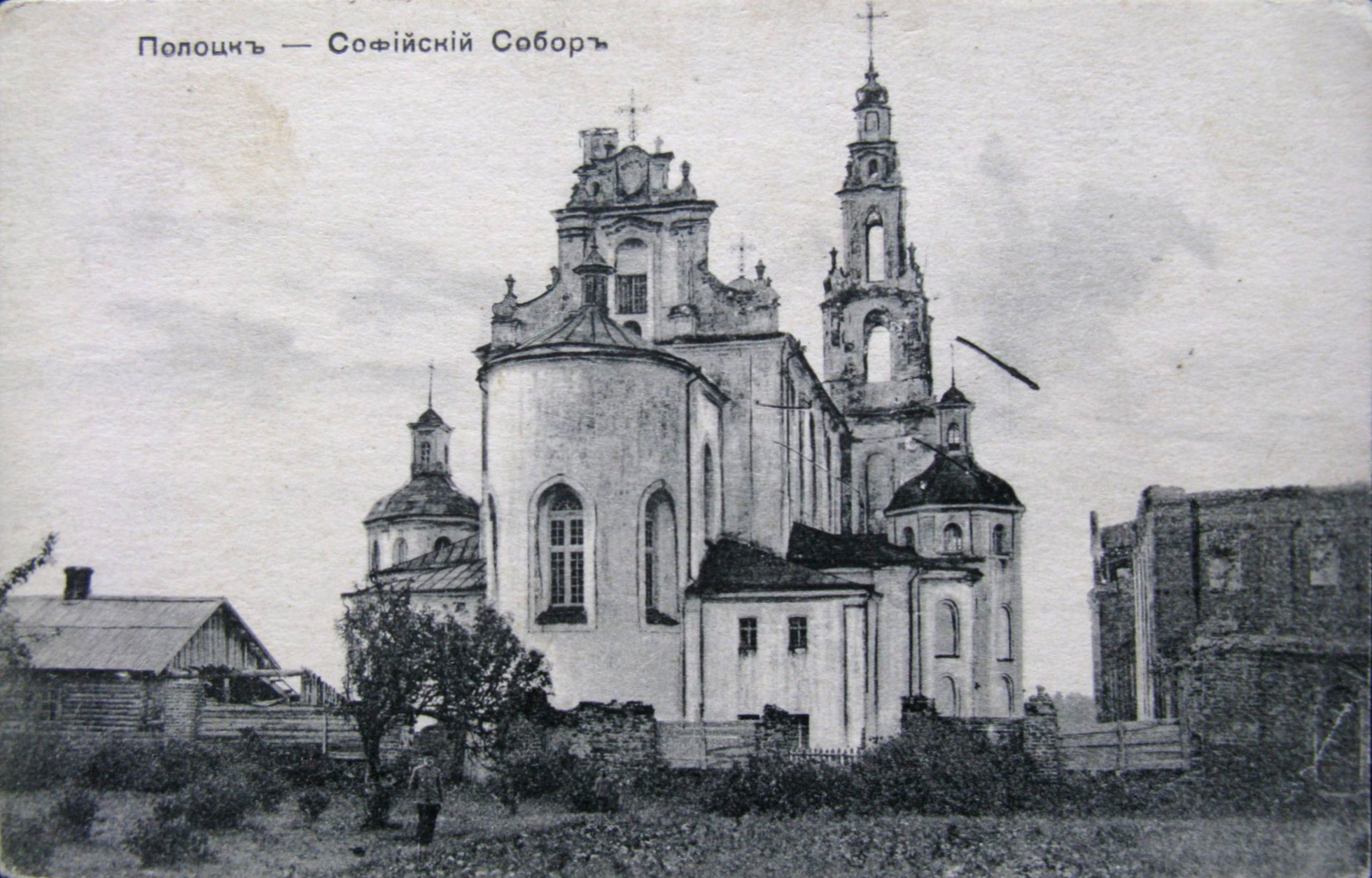
1910 р.

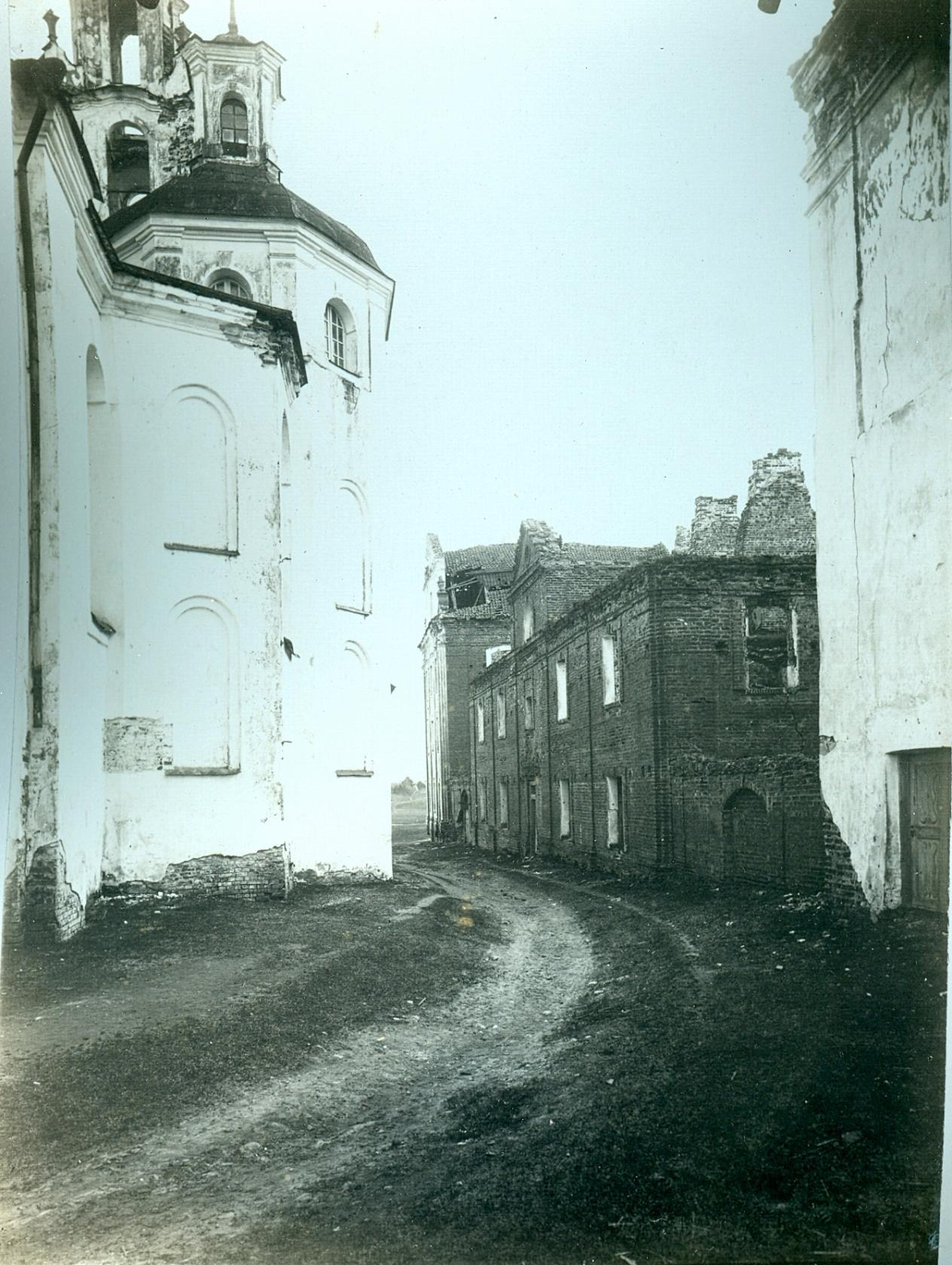
травень 1910 р.
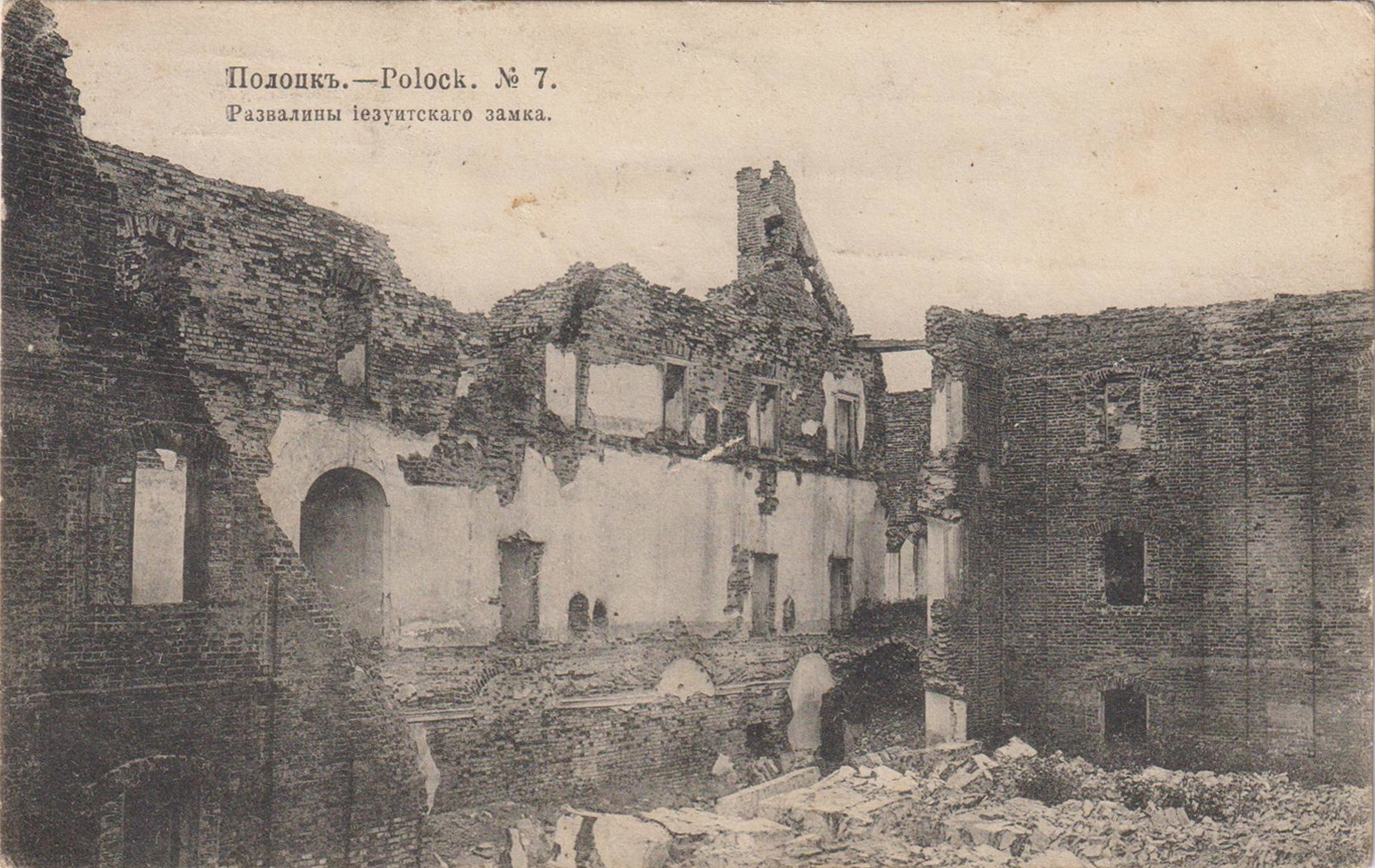
1911 р.
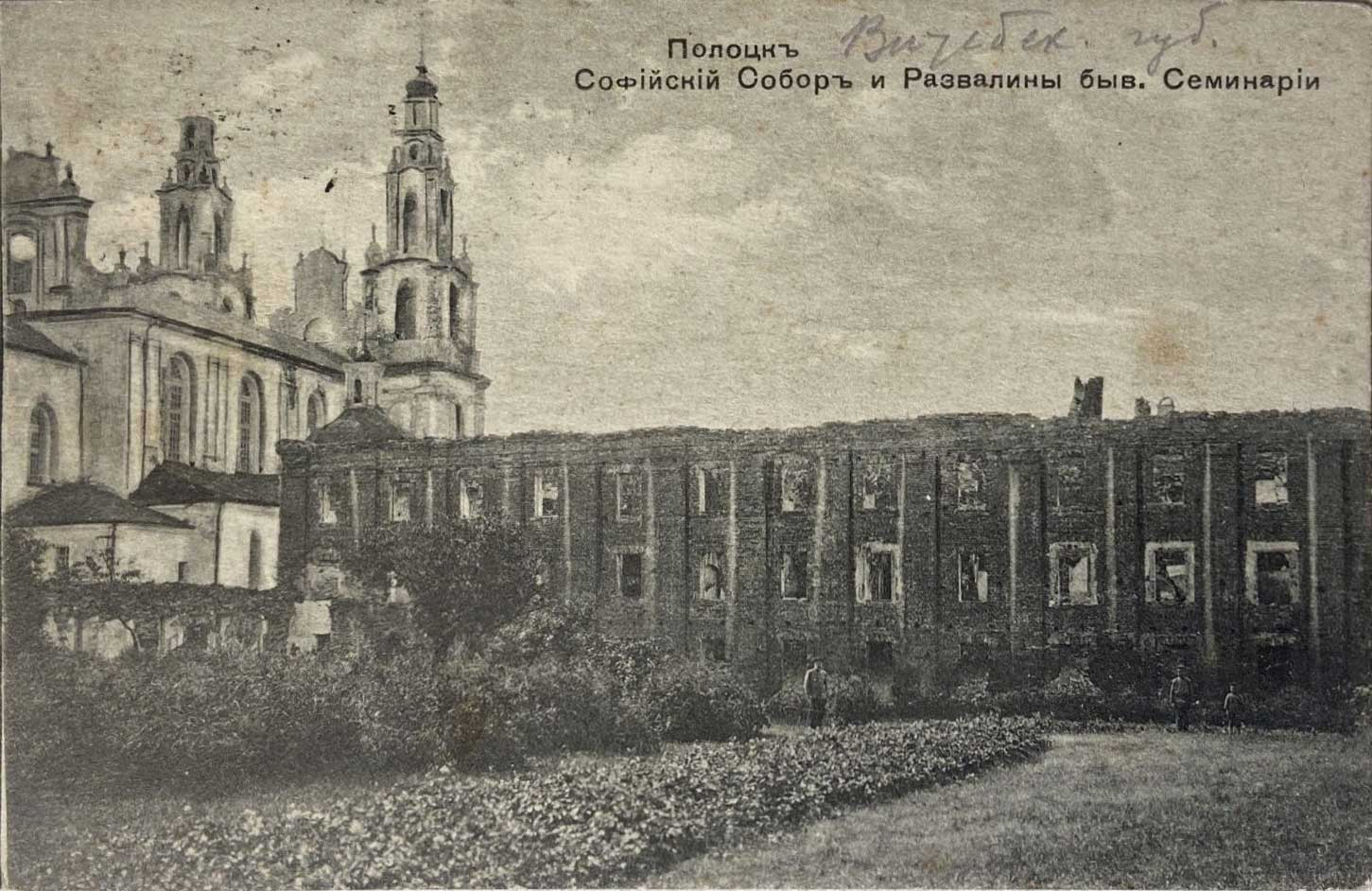
1912  р.
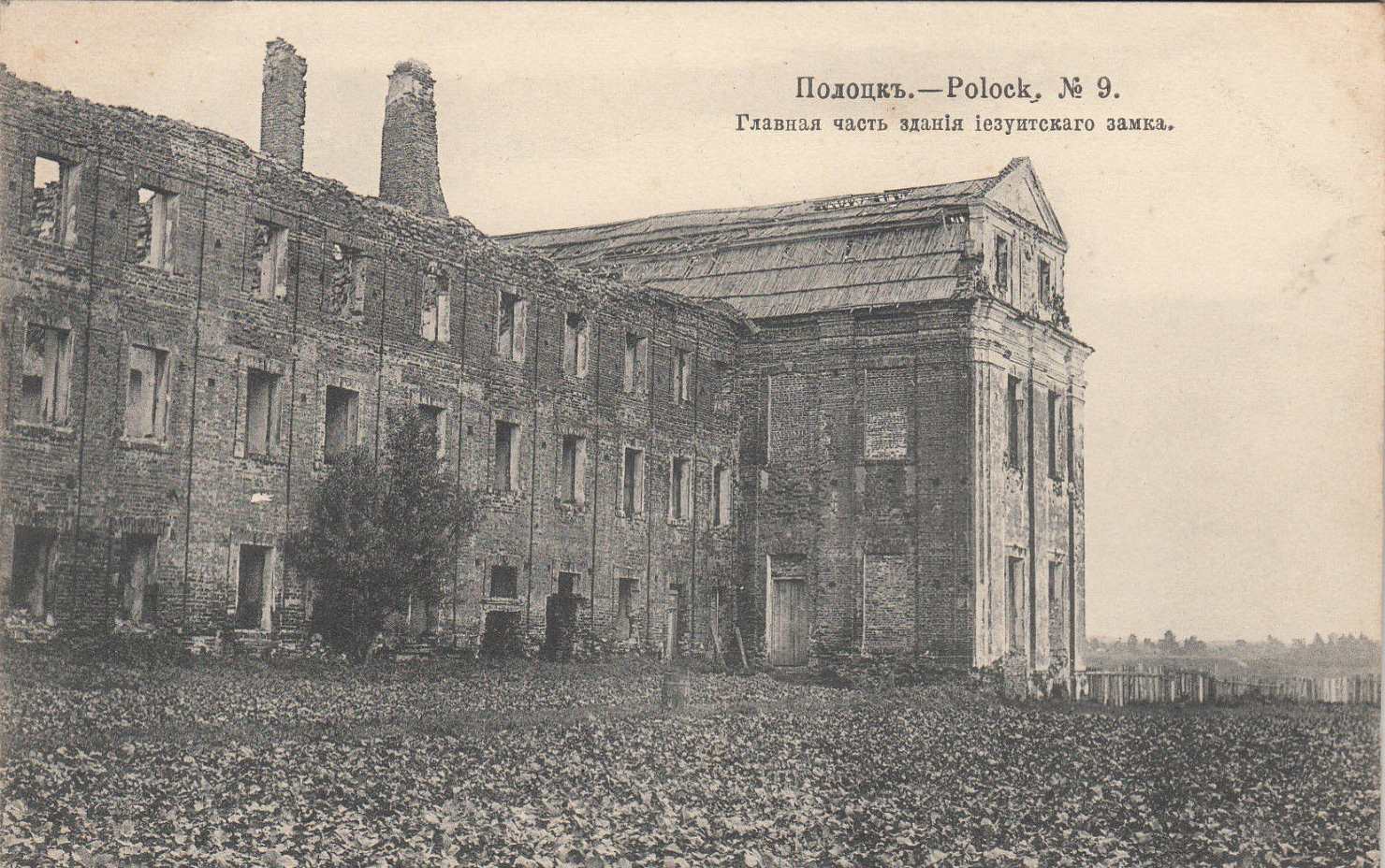
Листівка 1915 р.

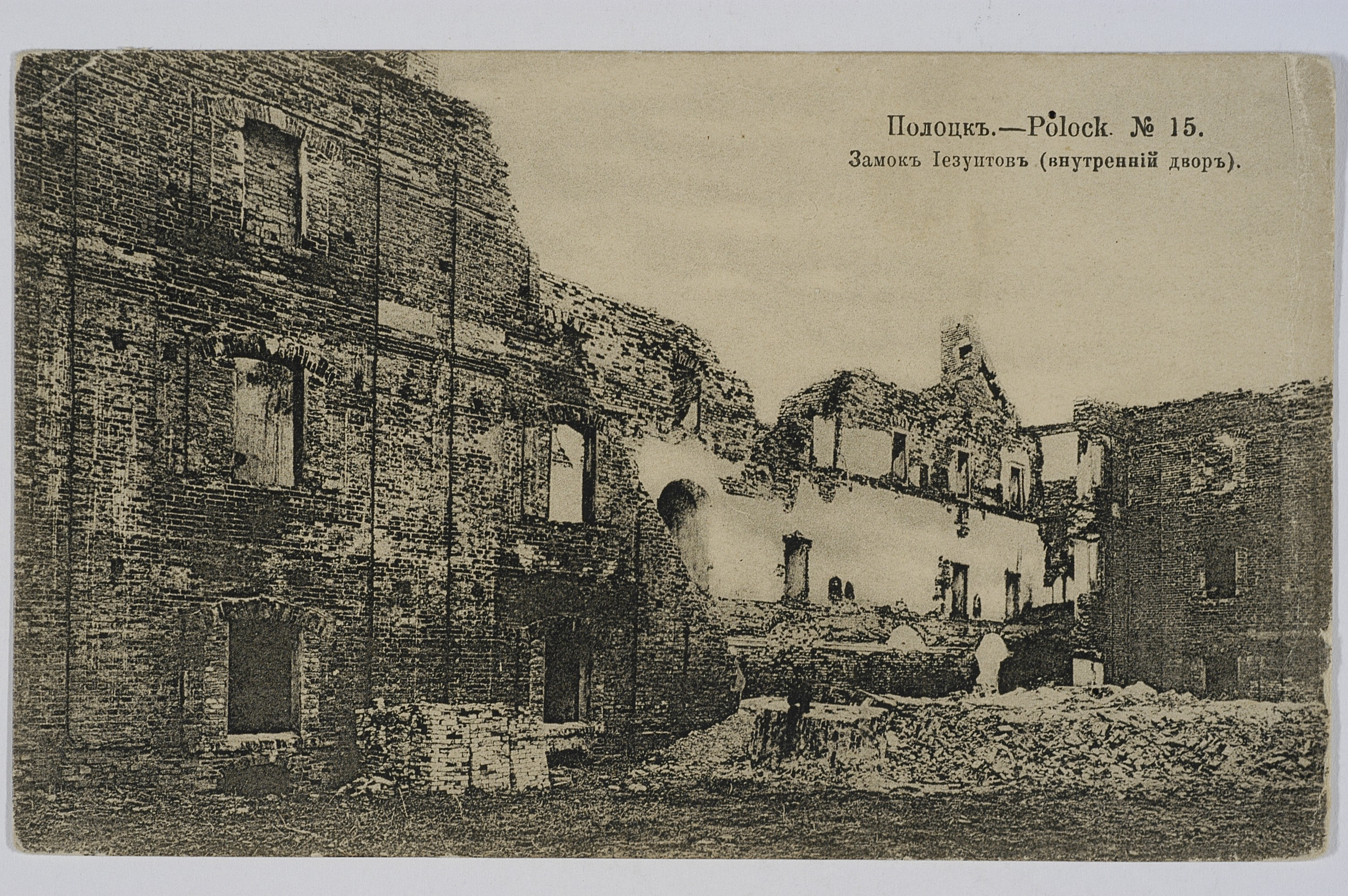
Листівка 1915 р.
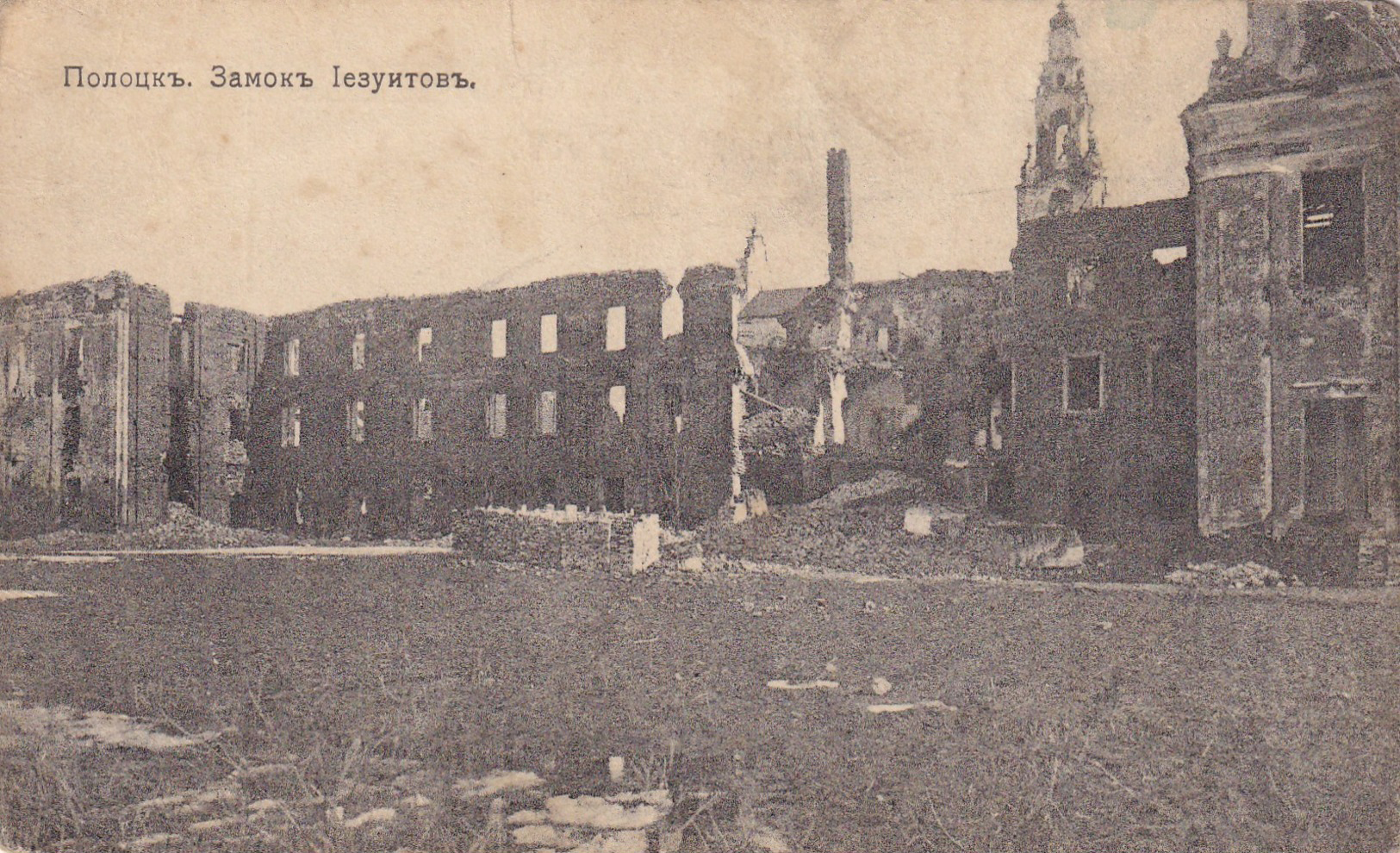
Листівка 1916 р.
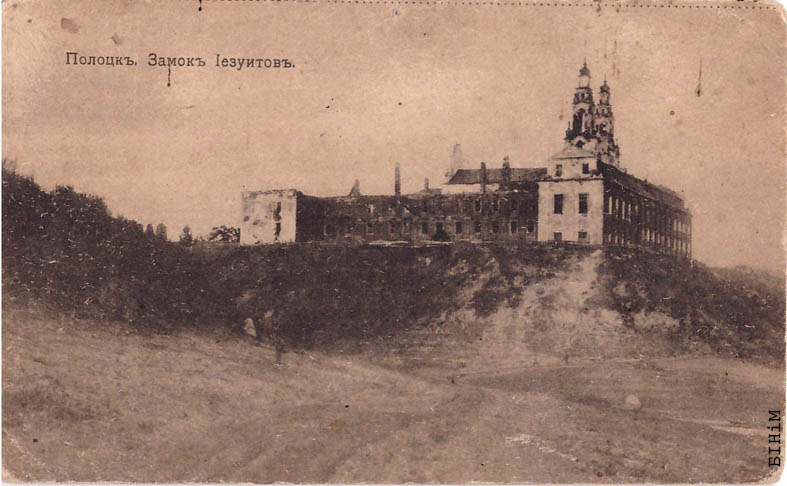
Листівка 1916 р.
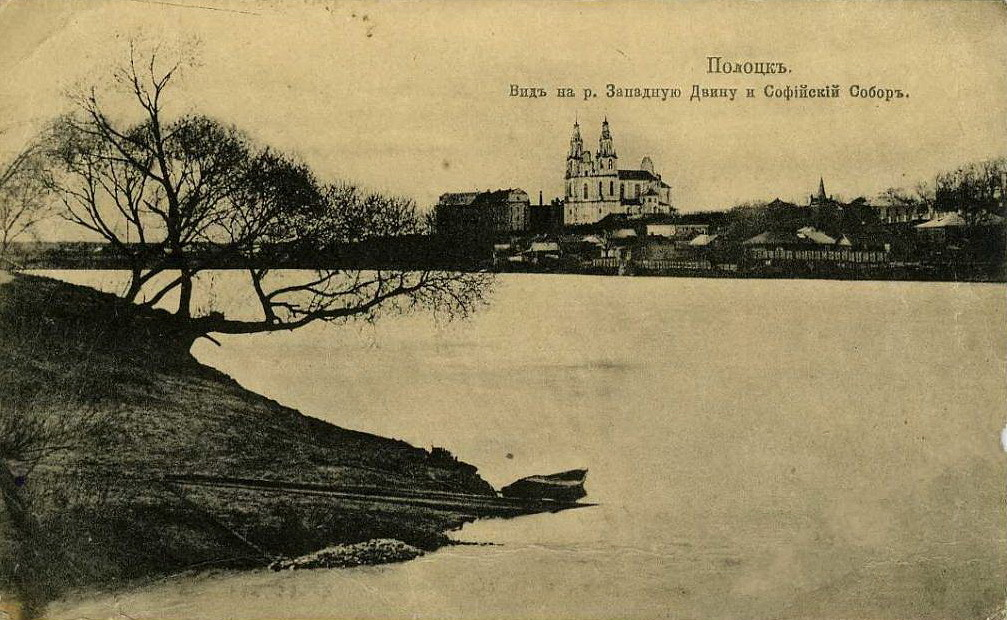
Листівка 1916 р.